# 圣西尔德瓦洛日
圣西尔德瓦洛日（法語：Saint-Cyr-de-Valorges，法語發音：[sɛ̃ siʁ də valɔʁʒ]）是法国卢瓦尔省的一个市镇，位于该省东部，属于罗阿讷区。

## 地理
圣西尔德瓦洛日（45°53'29"N, 4°18'22"E）面积9.91 平方千米，位于法国奥弗涅-罗讷-阿尔卑斯大区卢瓦尔省，该省份为法国中南部省份，北起顺时针与索恩-卢瓦尔省、罗讷省、伊泽尔省、阿尔代什省、上盧瓦爾省、多姆山省和阿列省接壤。
与圣西尔德瓦洛日接壤的市镇（或旧市镇、城区）包括：马谢扎勒、维奥莱、希拉西蒙、冈河畔圣科隆布、茹村。

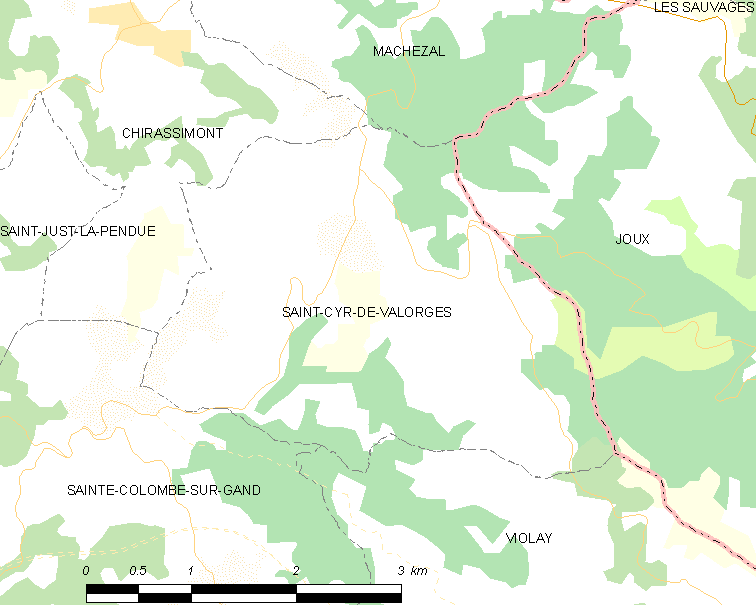
圣西尔德瓦洛日的OSM定位图

圣西尔德瓦洛日的时区为UTC+01:00、UTC+02:00（夏令时）。

## 行政
圣西尔德瓦洛日的邮政编码为42114，INSEE市镇编码为42213。

## 政治
圣西尔德瓦洛日所属的省级选区为勒科托县。

## 人口

1962-2008年间圣西尔德瓦洛日人口变化图示

圣西尔德瓦洛日于2022年1月1日时的人口数量为311人。

## 交通
卢瓦尔省省道D49线和D64线在镇中心交汇。